# Gabriel Wüthrich
Gabriel Wüthrich (* 28. August 1981 in Echallens) ist ein ehemaliger Schweizer Fussballtorhüter und heutiger Torhütertrainer.

## Spielerkarriere
Gabriel Wüthrich begann seine Karriere 1999 beim FC Biel-Bienne und wechselte nach einem Jahr zu Neuchâtel Xamax in die Super League. Dort kämpfte er mit seinem Verein in den folgenden drei Jahren stets gegen den Abstieg, konnte aber 29 Ligaspiele absolvieren und erste Spielpraxis als Profi erlangen. In der Saison 2003/04 spielte Wüthrich für die SR Delémont in der zweitklassigen Challenge League und wurde darauf vom FC St. Gallen in der Super League als Ersatztorhüter für Stefano Razzetti verpflichtet. Nach zwei Jahren und der Verpflichtung von Daniel Lopar als weiterem Torhüter verliess er St. Gallen wieder und wechselte zum FC Vaduz zurück in die Challenge League. Nach einem Jahr wurde er bei dem liechtensteinischen Verein durch die Leihgabe Yann Sommer erneut auf die Bank verdrängt. Am Ende der Saison 2007/08 stieg er mit Vaduz in die Super League auf, hatte aber weiterhin keine Aussichten auf einen Stammplatz, da der Leihvertrag mit Sommer nochmals verlängert wurde. Wüthrichs Vertrag wurde im gegenseitigen Einvernehmen aufgelöst, und im Januar 2009 wechselte er für ein halbes Jahr zum deutschen Drittligisten FC Carl Zeiss Jena, wo er hinter Carsten Nulle Ersatzmann blieb. In der Saison 2009/10 war er Ersatztorhüter beim FC Lugano, der am Saisonende Vizemeister in der Challenge League wurde. Von Juli 2010 bis Juni 2014 stand Gabriel Wüthrich beim FC Luzern in der Super League unter Vertrag und war hinter David Zibung die Nummer zwei im Tor.

## Trainerkarriere
Wüthrich blieb nach seiner aktiven Laufbahn beim FC Luzern und war dort vom 1. Juli 2014 bis zum 10. Juni 2022 Torhütertrainer im Nachwuchsbereich und Scout. Im Juni 2022 wurde er Torhütertrainer bei der ersten Mannschaft des FC Basel.